# Trichostephanus acuminatus
Trichostephanus acuminatus är en videväxtart som beskrevs av Ernest Friedrich Gilg. Trichostephanus acuminatus ingår i släktet Trichostephanus och familjen videväxter. Inga underarter finns listade i Catalogue of Life.